# Luis Mena Arroyo
Luis Mena Arroyo (1920-2009) nació en Churintzio, Michoacán el 27 de abril de 1920. Hizo estudios eclesiásticos para la Diócesis de Zamora, recibiendo la ordenación presbiteral el 8 de abril de 1944. En esa diócesis fue maestro y catedrático del Seminario.
Su Santidad Juan XXIII, lo elige para el cargo de obispo auxiliar de México, con título de Danaba el 13 de julio de 1961. Posteriormente sería nombrado Administrador Apostólico de la Arquidiócesis de Chihuahua "Sede Plena". Recibió la ordenación episcopal el 21 de septiembre de 1961 en la Catedral Metropolitana de Chihuahua, por imposición de manos y oración consecratoria del Excmo. Mons. Antonio Guízar y Valencia, arzobispo de Chihuahua.
El 1 de septiembre de 1964, Su Santidad Pablo VI, lo eleva al rango de arzobispo titular de Siniti y lo nombra arzobispo coadjutor de Chihuahua, con derecho a sucesión.
Renuncia al cargo de coadjutor el 24 de agosto de 1969, y es promovido como arzobispo emérito de Chihuahua. Se retira a la diócesis de Zamora, donde colabora pastoralmente en el Seminario Diocesano.
El 24 de julio de 1979, Su Santidad Juan Pablo II, lo nombra obispo auxiliar de la arquidiócesis primada de México, y conserva la dignidad de arzobispo. En la arquidiócesis mencionada, el cardenal Ernesto Corripio y Ahumada, lo nombra vicario general y vicario episcopal de Religiosas. Es promovido como parte del Cabildo Colegial de la Basílica de Santa María de Guadalupe en 1981. 
Fue también vicario episcopal para la IV Vicaría llamada "San Miguel Arcángel", donde desarrolló ampliamente su labor pastoral.
Fue elegido por el consejo de Gobierno del IFSAM (Instituto de Formación Sacerdotal
de la Arquidiócesis de México), para impartir la cátedra de Derecho Canónigo
Parroquial en el Instituto de Formación Sacerdotal de la Arquidiócesis Primada de
México, desde el 14 de agosto de 1986.
El 9 de septiembre de 1995, al cumplir la edad canónica para presentar los prelados la renuncia al oficio, el Papa Juan Pablo II, la acepta. También presenta su renuncia a los cargos dentro de la arquidiócesis de México, y finalmente, desde el 22 de octubre de 2000, es canónigo emérito del Cabildo de Guadalupe. Desde entonces vivió en la ciudad de Zamora, Michoacán.
Falleció el 3 de marzo de 2009 en la misma ciudad donde residía.